# Paul Douglas (politiker)

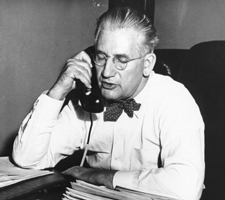
Paul Douglas

Paul Howard Douglas, född 26 mars 1892 i Salem, Massachusetts, död 24 september 1976 i Washington, D.C., var en amerikansk nationalekonom och demokratisk politiker.  Han representerade delstaten Illinois i USA:s senat 1949–1967.
Douglas gick i skola i Newport i Maine, utexaminerades 1913 från Bowdoin College och studerade sedan vidare vid Columbia University och Harvard University. Han doktorerade 1921 i nationalekonomi vid Columbia och innehade länge en professorstjänst i industriella relationer vid University of Chicago. Även hustrun Dorothy hade en doktorsgrad från Columbia. Paret gifte sig år 1915 och skilde sig 1930. Dorothy kunde inte få en tjänst vid University of Chicago på grund av universitetets regler mot nepotism så hon undervisade vid Smith College i stället. Paul Douglas gifte om sig 1931 med Emily Taft som var kongressledamot 1945–1947.
Guvernörerna Gifford Pinchot i Pennsylvania och Franklin D. Roosevelt i New York anlitade båda Douglas som ekonomisk rådgivare trots att de var från olika partier. Tillsammans med ekonomen Charles Cobb testade han hur en funktion föreslagen av Knut Wicksell fungerade i praktiken och därifrån fick sedan den neoklassiska produktionsfunktionen sitt namn Cobb-Douglas.
Douglas besegrade den sittande senatorn Charles Wayland Brooks i senatsvalet 1948 med omval 1954 och 1960. Han förespråkade afroamerikanernas medborgerliga rättigheter och ett bredare socialt skyddsnät. Utmanaren Charles H. Percy besegrade honom i senatsvalet 1966.